# Nécessaire-Ei

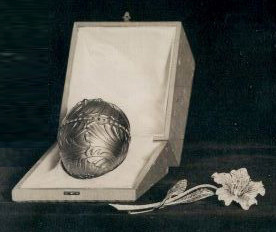
Nécessaire-Ei

Das Nécessaire-Ei ist das verschollene fünfte „kaiserliche“ Fabergé-Ei. Es war ein Geschenk des russischen Kaisers Alexander III. an seine Ehefrau Maria Fjodorowna zum Osterfest 1889.

## Beschreibung
Über das Nécessaire-Ei liegen kaum Informationen vor. Sicher ist, dass es aus Gold gefertigt und reich mit Diamanten im Rosenschliff und mit Rubinen, Smaragden und einem Saphir besetzt ist und ursprünglich ein Maniküre-Set mit 13 diamantenbesetzten Teilen enthielt. Eine handschriftliche Notiz mit Beschreibungen der ersten Fabergé-Eier aus den Jahren 1885 bis 1890 nennt für 1889 ein Nécessaire im Louis-quinze-Stil für 1900 Rubel. Weitere Archivalien des kaiserlichen Hofs bescheinigen die Zugehörigkeit des Eis zum Inventar des Schloss Gattschina: „mit Edelsteinen verziertes Ei, darin 13 Toilettenartikel“.
Kleine Nécessaires aus kostbaren Materialien waren im 18. Jahrhundert am russischen Kaiserhof recht populär. In der Eremitage in Sankt Petersburg befindet sich ein eiförmiges französisches Nécessaire aus der Mitte des 18. Jahrhunderts. Es wurde möglicherweise vom französischen Botschafter am russischen Hof der Kaiserin Elisabeth Petrowna geschenkt. Das emaillierte und mit Edelsteinen besetzte Nécessaire birgt unter einem Deckel an der stumpfen Seite eine Uhr, und an der spitzen Seite den Zugang zu einem Fach mit Toilettenartikeln. Das Ei im Format 8,3 mal 6,4 Zentimeter befand sich in der Schatzkammer des Winterpalastes und könnte Fabergé durchaus bekannt gewesen sein.

## Provenienz und Verbleib
Nach der Abdankung Nikolaus II. wurden Mitte September 1917 etwa 40 Fabergé-Eier im Auftrag der Regierung Kerenski in der Rüstkammer des Moskauer Kremls untergebracht. Dabei wurde ein erstes Inventar erstellt, in dem eine Position „goldenes Nécessaire-Ei, verziert mit kostbaren Edelsteinen“ lautet. Die Zarenfamilie wurde 1918 ermordet. Die Fabergé-Eier wurden wahrscheinlich im Februar oder März 1922 dem Rat der Volkskommissare der RSFSR übergeben. Ein auch dabei erstelltes Inventar nennt „1 goldenes Nécessaire-Ei mit Diamanten, Rubinen, Smaragden und 1 Saphir“. In den 1920er Jahren erfolgte der Verkauf zahlreicher Fabergé-Eier und weiterer kostbarer Objekte aus dem Zarenbesitz durch die Antikwariat, die für die Verwertung von Kulturgut zuständige Abteilung des sowjetischen Handelsministeriums. Einige Eier tauchten im internationalen Kunsthandel wieder auf.
Erst 2008 wurde durch eine Veröffentlichung in der britischen Zeitschrift Country Life bekannt, dass das Nécessaire-Ei im November 1949 von dem auf Fabergé-Objekte spezialisierten Londoner Juwelier Wartski in seinen Geschäftsräumen unerkannt ausgestellt wurde. 1952 wurde es von Wartski gekauft und am 19. Juni 1952 für 1200 Pfund an „einen Fremden“ veräußert. Es wird vermutet, dass sich das Ei nach wie vor im Besitz eines Briten befindet.